# JaMarcus Russell
JaMarcus Trenell Russell (urodzony 9 sierpnia 1985 roku w Mobile w stanie Alabama) – amerykański zawodnik futbolu amerykańskiego, grający na pozycji quarterbacka. Obecnie wolny agent. W rozgrywkach akademickich NCAA występował w drużynie LSU Tigers.
W roku 2007 przystąpił do draftu NFL. Został wybrany w pierwszej rundzie (1. wybór) przez zespół Oakland Raiders. W drużynie z Kalifornii występował do sezonu 2009.
Został uznany za najgorszy wybór draftu w historii ligi NFL.